# Palabuan (Sukahaji)
Palabuan is een bestuurslaag in het regentschap Majalengka van de provincie West-Java, Indonesië. Palabuan telt 4466 inwoners (volkstelling 2010).